# Незидиобластоз
Незидиобласто́з (неоната́льный гипогликеми́ческий синдро́м, ги́перинсули́неми́ческая гипогликемия новорожденных, врождённый гиперинсулини́зм) — гипогликемии у детей, обусловленные тотальной трансформацией прото́кового эпителия поджелудочной железы и бета-клетки, характеризующиеся явлениями ацино-инсулярной трансформации. Характе́рны гиперплазия панкреатических островков за счёт их новообразования из клеток протокового эпителия (незидиобластов), гипертрофия островков, обусловленная гиперплазией и/или гипертрофией формирующих его клеток, главным образом бета-клеток.

## История
Термин «незидиобластоз» введен G.F. Laidiaw в 1938 году.

## Этиология и патогенез
Незидиобластоз — врождённое заболевание с аутосомно-рецессивным, реже аутосомно-доминантным типом наследования. Описаны мутации в локусе 11p15. Происходит ускоренное или усиленное образование островков Лангерганса из эпителия панкреатических протоков, гипертрофия островков и пролиферация островковых клеток, сопровождающаяся гиперсекрецией ими инсулина.

## Клиника
Незидиобластоз — генетически детерминированное заболевание — может манифестировать в любом возрасте, чаще выявляется у детей. Новообразование возникает у взрослых в любой части поджелудочной железы, редко имеет собственную капсулу, обладают так называемым зигзагообразным ростом, напоминающим инфильтративный.
Клиническая картина характеризуется тяжёлыми рецидивирующими гипогликемиями с судорогами и потерей сознания уже с первых часов жизни.

## Диагностика
При обследовании выявляют низкий уровень гликемии (менее 2,2 ммоль/л), высокие концентрации иммунореактивного инсулина (ИРИ) и C-пептида в плазме крови.

## Лечение
Лечебные мероприятия сводятся к своевременному купированию приступов путём внутривенного введения раствора глюкозы. При недостаточном эффекте в первые трое суток вводят гидрокортизон из расчёта 5 мг/кг/сут внутримышечно или преднизолон (1…2 мг/кг/сут внутримышечно или внутрь). На 4…6-е сутки рекомендуют внутримышечное введение глюкагона, из расчёта 20…30 мкг/кг/сут). С 7…10-х суток начинают терапию диазоксидом (5…15 мг/кг/сут внутрь в 3 приёма). Иногда такая терапия проводится на протяжении нескольких месяцев и даже лет. При неэффективности лечения, прогрессировании побочных эффектов — проводят оперативное вмешательство (субтотальная панкреатэктомия).
При невозможности оперативного вмешательства и проведения радикальной операции предлагаются схемы консервативной терапии, включающие диазоксид, синтетический аналог соматостатина пролонгированного действия октреотид и другие.